# Aiguebelette-le-Lac
Aiguebelette-le-Lac – miejscowość i gmina we Francji, w regionie Owernia-Rodan-Alpy, w departamencie Sabaudia, nad Lac d’Aiguebelette.
Według danych na rok 1990 gminę zamieszkiwało 170 osób, a gęstość zaludnienia wynosiła 21 osób/km² (wśród 2880 gmin regionu Rodan-Alpy Aiguebelette-le-Lac plasuje się na 1453. miejscu pod względem liczby ludności, natomiast pod względem powierzchni na miejscu 1271.).